# Crookley Beck
Der Crookley Beck ist ein Wasserlauf im Lake District, Cumbria, England.
Der Crookley Beck entsteht als Grassoms Beck nördlich des White Combe. Er fließt zunächst in nördlicher Richtung, dann in westlicher Richtung bis zu seiner Vereinigung mit dem Kinmont Beck in Bootle zum River Annas.